# Писемність хауса

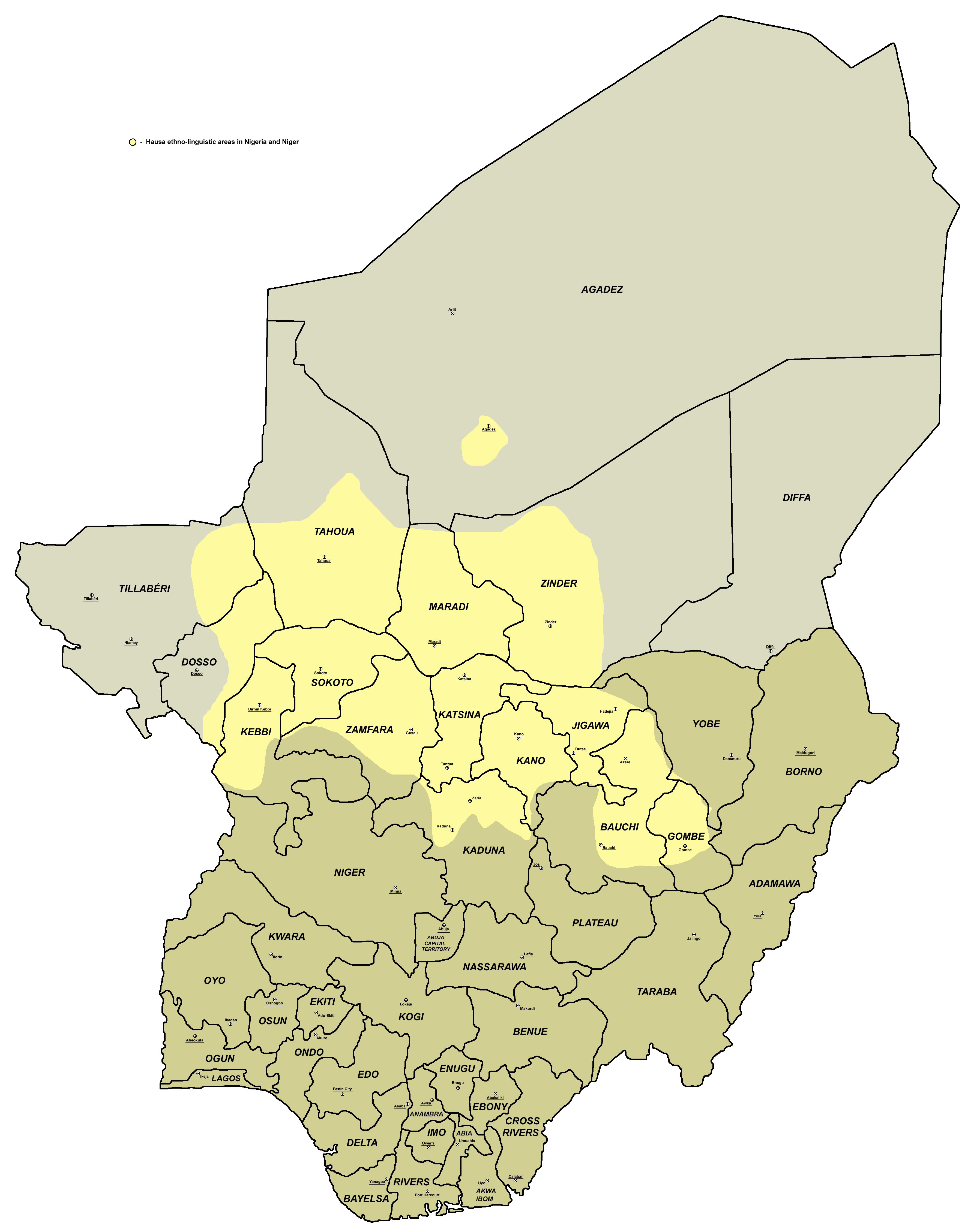
Поширення мови хауса в Нігері та Нігерії.

Писемність хауса — писемність мови хауса. Для запису цієї мови використовувалося два види письма: спочатку арабське (аджамі), а потім — латинське. Мова хауса має досить давню літературну традицію — перші записи відомі приблизно з 15 століття.

## Боко (латинське письмо)
Боко (boko) або bookoo — латинська абетка для мови хауса. Її було створено європейцями приблизно в 19 столітті, а потім було вдосконалено британською та французькою колоніальними владами у 20-му столітті. Боко стала офіційною абеткою хауса у 1930 році. З 1980-х років нігерійський боко засновується на паннігерійському алфавіті.

### Нігерія[2]
| A a | B b | Ɓ ɓ | C c  | D d | Ɗ ɗ | E e | F f | G g | H h | I i | J j  | K k | Ƙ ƙ  | L l |
| --- | --- | --- | ---- | --- | --- | --- | --- | --- | --- | --- | ---- | --- | ---- | --- |
| /a/ | /b/ | /ɓ/ | /t͡ʃ/ | /d/ | /ɗ/ | /e/ | /f/ | /ɡ/ | /h/ | /i/ | /d͡ʒ/ | /k/ | /kʼ/ | /l/ |

| M m | N n | O o | R r | S s | Sh sh | T t | Ts ts | U u | W w | Y y | ʼY ʼy | Z z | ʼ   |
| --- | --- | --- | --- | --- | ----- | --- | ----- | --- | --- | --- | ----- | --- | --- |
| /m/ | /n/ | /o/ | /ɾ/ | /s/ | /ʃ/   | /t/ | /sʼ/  | /u/ | /w/ | /j/ | /ʔʲ/  | /z/ | /ʔ/ |

- Огублення (лабіалізація) приголосних передається шляхом дописування букви w до потрібної приголосної: gw [ɡʷ], kw [kʷ], ƙw [kʼʷ].
- Пом'якшення (палаталізація) приголосних передається шляхом дописування букви y до потрібної приголосної: gy [gʲ], ky [kʲ], ƙy [kʼʲ], fy [fʲ].
- Довгі голосні на письмі не позначаються, за винятком довгого [а]: ā [aː]. Це необхідно, коли слова розрізняються лише довготою голосного (наприклад, fari — білий, fāri — перший).

### Нігер[3]
| A a | B b | Ɓ ɓ | C c  | D d | Ɗ ɗ | E e | F f | G g | H h | I i | J j  | K k | Ƙ ƙ  | L l |
| --- | --- | --- | ---- | --- | --- | --- | --- | --- | --- | --- | ---- | --- | ---- | --- |
| /a/ | /b/ | /ɓ/ | /t͡ʃ/ | /d/ | /ɗ/ | /e/ | /f/ | /ɡ/ | /h/ | /i/ | /d͡ʒ/ | /k/ | /kʼ/ | /l/ |

| M m | N n | O o | R r | S s | Sh sh | T t | Ts ts | U u | W w | Y y | Ƴ ƴ  | Z z | ʼ   |
| --- | --- | --- | --- | --- | ----- | --- | ----- | --- | --- | --- | ---- | --- | --- |
| /m/ | /n/ | /o/ | /ɾ/ | /s/ | /ʃ/   | /t/ | /sʼ/  | /u/ | /w/ | /j/ | /ʔʲ/ | /z/ | /ʔ/ |

| Ɍ ɍ | Zh zh |
| --- | ----- |
| /ɽ/ | /ʒ/   |

- Огублення (лабіалізація) приголосних передається шляхом дописування букви w до потрібної приголосної: gw [ɡʷ], kw [kʷ], ƙw [kʼʷ].
- Пом'якшення (палаталізація) приголосних передається шляхом дописування букви y до потрібної приголосної: gy [gʲ], ky [kʲ], ƙy [kʼʲ], fy [fʲ].
- Довгі голосні на письмі позначаються подвоєнням букв для голосних: aa [aː], ee [eː], ii [iː], oo [oː], uu [uː].

### Наукові тексти
- Довгота голосних може передаватися подвоєнням голосної (aa, ee, ii, oo, uu) або написанням голосної з макроном (ā, ē, ī, ō, ū)[4][5].
- Для передачі [ɾ] використовується буква r, для передачі [ɽ] — буква r̃[4].
- Огублення (лабіалізація) приголосних передається шляхом дописування букви w до потрібної приголосної (gw [ɡʷ], kw [kʷ], ƙw [kʼʷ]).
- Пом'якшення (палаталізація) приголосних передається шляхом дописування букви y до потрібної приголосної (gy [gʲ], ky [kʲ], ƙy [kʼʲ], fy [fʲ]).
- Тони позначаються так: голосна без діакритичних знаків — високий тон (a, e, i, o, u); голосна з гравісом — низький тон (à, è, ì, ò, ù), голосна з циркумфлексом — спадаючий тон (â, ê, î, ô, û)[4].

## Аджамі (арабське письмо)

### Нігерія і Нігер[6]
Аджамі — арабське письмо, яке використовується для мови хауса. Мова хауса почала записуватись арабським письмом приблизно з 15 — 16-го століття. Було знайдено багато середньовічних рукописів, записаних цією мовою. Аджамі зараз також використовується (в ЗМІ, в релігійній літературі).
| Аджамі (арабське)      | МФА  |
| ---------------------- | ---- |
| َ◌                      | [a]  |
| ا َ◌                    | [aː] |
| ب‎                      | [b]  |
| ٻ‎ інші варіанти: ݑ‎ ب‎ پ‎ | [ɓ]  |
| ث‎ інші варіанти:       | [t͡ʃ] |
| د‎                      | [d]  |
| ط‎                      | [ɗ]  |
| ىٰ ٜ◌                    | [e]  |
| ىٰ ٜ◌                    | [e:] |
| ڢ‎ інші варіанти: پ‎     | [f]  |

| Аджамі (арабське)    | МФА      |
| -------------------- | -------- |
| غ‎                    | [ɡ]      |
| ح‎ інші варіанти: ھ‎ خ‎ | [h]      |
| ِ◌                    | [i]      |
| ي ِ◌                  | [iː]     |
| ج‎                    | [d͡ʒ]     |
| ک‎                    | [k]      |
| ڧ‎                    | [kʼ]     |
| ل‎ інші варіанти: ض‎   | [l]      |
| م‎                    | [m]      |
| ن‎                    | [n]      |
| و ُ◌                  | [o]      |
| و ُ◌                  | [oː]     |
| ر‎                    | [r], [ɽ] |

| Аджамі (арабське)    | МФА  |
| -------------------- | ---- |
| س‎ інші варіанти: ص‎   | [s]  |
| ش‎                    | [ʃ]  |
| ت‎                    | [t]  |
| ڟ‎                    | [sʼ] |
| ُ◌                    | [u]  |
| و ُ◌                  | [uː] |
| و‎                    | [w]  |
| ي‎                    | [j]  |
| ۑ‎                    | [ʔʲ] |
| ز‎ інші варіанти: ذ‎ ظ‎ | [z]  |
| ع‎                    | [ʔ]  |

- Не розрізнялися звуки [е] та [е:].
- Не розрізнялися звуки [о], [о:] і [u:].
- Тони не позначалися.
- Огублені (лабіалізовані) приголосні могли позначатися шляхом написання над приголосною трьох крапок.
- Пом'якшені (палаталізовані) приголосні могли позначатися шляхом написання під приголосною трьох крапок.
- Для передачі окремо стоячих голосних і голосних на початку слів використовувались букви ا‎ та ع‎ як «носії» голосних.

Огублені та пом'якшені приголосні могли писатись також наступним чином.
| Аджамі (арабське) | МФА   |
| ----------------- | ----- |
| غُو‎                | [ɡʷ]  |
| غِي‎                | [gʲ]  |
| کُو‎                | [kʷ]  |
| کِي‎                | [kʲ]  |
| ڧُو‎                | [kʼʷ] |
| ڧِي‎                | [kʼʲ] |

### ISESCO / إيسيسکٯ
Ця абетка була розроблена Ісламською організацією з питань освіти, науки і культури (إيسيسکٯ‎ / ISESCO).
| Арабське (ISESCO) | МФА  |
| ----------------- | ---- |
| ب‎                 | [b]  |
| ࢠ‎                 | [ɓ]  |
| ݖ‎                 | [t͡ʃ] |
| د‎                 | [d]  |
| Буква ɗ           | [ɗ]  |
| ف‎                 | [f]  |
| في‎                | [fʲ] |
| گ‎                 | [ɡ]  |
| گي‎                | [ɡʲ] |
| گو‎                | [ɡʷ] |

| Арабське (ISESCO) | МФА   |
| ----------------- | ----- |
| ھ‎                 | [h]   |
| ج‎                 | [d͡ʒ]  |
| ك‎                 | [k]   |
| كي‎                | [kʲ]  |
| كو‎                | [kʷ]  |
| Буква ƙ           | [kʼ]  |
| Буква ƙy          | [kʼʲ] |
| Буква ƙw          | [kʼʷ] |
| ل‎                 | [l]   |
| م‎                 | [m]   |

| Арабське (ISESCO) | МФА      |
| ----------------- | -------- |
| ن‎                 | [n]      |
| ر‎                 | [r], [ɽ] |
| س‎                 | [s]      |
| ش‎                 | [ʃ]      |
| ت‎                 | [t]      |
| تس‎                | [sʼ]     |
| و‎                 | [w]      |
| ي‎                 | [j]      |
| ڃ‎                 | [ʔʲ]     |
| ز‎                 | [z]      |

| Арабське                  | Арабське                      | МФА |
| Серединна і кінцева форми | Початкова та ізольована форми | МФА |
| ------------------------- | ----------------------------- | --- |
| ◌ٔ‎                         | أ‎                             | [a] |
| ◌ࣹٔ‎                         | أࣹ‎                             | [e] |
| (зображення)              | (зображення)                  | [e] |
| ◌ِٔ‎                         | أِ‎                             | [i] |
| ◌ٔٝ‎                         | أٝ‎                             | [o] |
| ◌ُٔ‎                         | أُ‎                             | [u] |

- Арабські букви ƙ  і ɗ  ще не внесені в Юнікод, але вони є в юнікодівських документах[15].